# عبد الناصر حسن
عبد الناصر حسن لاعب كرة قدم سوري   من مواليد 28 أكتوبر 1990

 في القامشلي بدأ مسيرته في نادي الجهاد  ويلعب حاليا في نادي الاتحاد الحلبي.